# ایالانانیندرو
ایالانانیندرو (به لاتین: Ialananindro) یک منطقهٔ مسکونی در ماداگاسکار است که در لالانژینا واقع شده‌است. ایالانانیندرو ۶٬۵۵۴ نفر جمعیت دارد و ۱٬۱۳۶ متر بالاتر از سطح دریا واقع شده‌است.